# هنسا-برندنبرگ

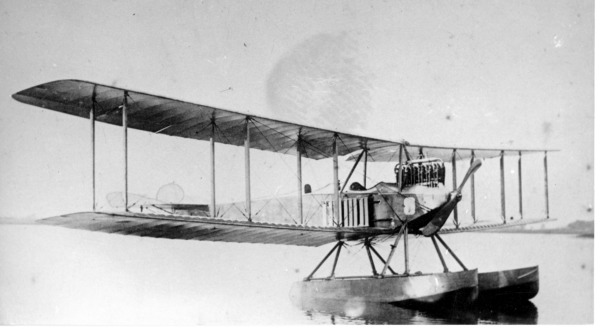
هواپیمای Hansa-Brandenburg W ساخته شده برای نیروی دریایی امپراتوری آلمان

شرکت هواپیماسازی هنسا-برندنبرگ (آلمانی: Hansa und Brandenburgische Flugzeugwerke AG) (اختصاری (HBF)) یک شرکت فعال در حوزه‌ی ساخت هواگرد در زمان جنگ جهانی اول در آلمان بود. این شرکت در سال ۱۹۱۵ با داشتن بیش از ۱۰۰۰ کارمند و دو مقر دیگر (یکی در روملسبورگ و دیگری در هامبورگ) بزرگترین هواپیماسازی در آلمان به شمار می‌رفت.